# Momskij ulus
Il Momskij ulus è un ulus (distretto) della Repubblica Autonoma della Jacuzia-Sacha, nella Russia siberiana orientale; il capoluogo è il villaggio (selo) di Chonuu.

## Infrastrutture e trasporti

### Aereo
Il trasporto aereo è l'unico modo di raggiungere il Momskij ulus, vista l'assenza e l'impossibilità dei collegamenti stradali e ferroviari. 
L'aeroporto di Moma è attualmente collegato con voli di linea con l'aeroporto di Jakutsk (che dista circa 810 km di volo). Sull'aeroporto di Moma operano i voli di linea passeggeri e cargo delle compagnia aeree russe Jakutavia e Polar Airlines.